# Bob Hayes
Robert Lee "Bullet Bob" Hayes, född 20 december 1940 i Jacksonville i Florida, USA och död 18 september 2002 i Jacksonville var en amerikansk kortdistanslöpare och amerikansk fotbollsspelare. Han vann två guldmedaljer vid de olympiska sommarspelen 1964 i Tokyo i 100 m och 4 x 100 m. Efter finalen i den korta stafetten slutade Hayes sin friidrottskarriär för att koncentrera sig på sin karriär inom amerikansk fotboll. Han var med och vann Super Bowl 1972 med Dallas Cowboys. Han är därmed den ende idrottare som både vunnit ett olympiskt guld och Super Bowl.